# Francesco Solimena
Francesco Solimena (ur. 4 października 1657 w Canale di Serino, zm. 3 kwietnia 1747 w Barra) – włoski malarz i rysownik późnego baroku.

## Życiorys
Uczył się u swego ojca Angela Solimeny. W Neapolu kształcił się u Francesca di Marii. Poza krótkimi podróżami do Monte Cassino (1702) i Rzymu (1700 i 1707) na stałe mieszkał w Neapolu.
Malował obrazy religijne, mitologiczne, alegoryczne oraz portrety. Duży wpływ na jego twórczość wywarli Luca Giordano, Mattia Preti i Giovanni Lanfranco. Jego monumentalne płótna charakteryzują się bogactwem postaci, dynamizmem oraz ostrymi efektami światłocieniowymi. Malował też freski w kościołach neapolitańskich m.in. w San Paolo Maggiore i Il Gesu Nuovo.
Jego uczniami byli m.in. Allan Ramsay i Corrado Giaquinto

## Wybrane dzieła

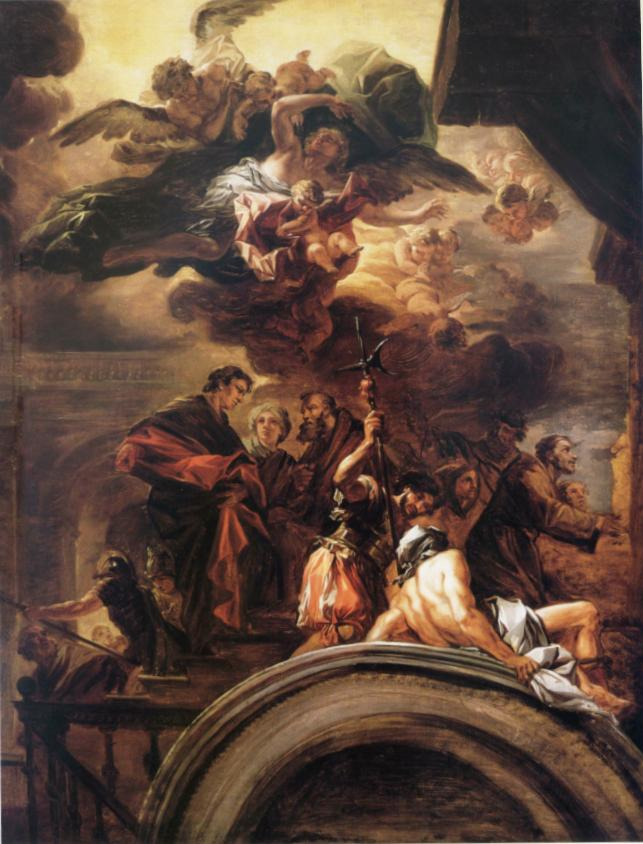
Św. Franciszek przed papieżem, Muzeum Narodowe w Warszawie

- Alegoria rządów Ludwika XIV (ok. 1700) – Londyn, National Gallery,
- Autoportret – Florencja, Uffizi,
- Ecce Homo – Warszawa, Muzeum Narodowe,
- Gościnność Abrahama (ok. 1701) – Mediolan, Pinacoteca di Brera,
- Judyta z głową Holofernesa (1725) – Wiedeń, Kunsthistorisches Museum,
- Madonna z Dzieciątkiem i św. Filipem Nereuszem (1725-30) – Neapol, Museo di Capodimonte,
- Madonna z Dzieciątkiem i św. Franciszkiem (ok. 1705) – Drezno, Gemaeldegalerie,
- Michał Archanioł strąca Lucyfera – Rzym, Pinakoteka Watykańska,
- Rebeka przy studni – St. Petersburg, Ermitaż,
- Rzeź rodziny Giustinani na Chios (ok. 1715) – Neapol, Museo di Capodimonte,
- Samson i Dalila (ok. 1690) – Brunszwik, Herzog-Anton-Urlich Museum,
- Spotkanie Eliezera i Rebeki (ok. 1700) – Rouen, Musee des Beaux-Arts,
- Św. Bonawentura otrzymuje od Madonny chorągiew Grobu Świętego (1710) – Aversa, Katedra,
- Św. Franciszek prosi papieża o odpust zupełny dla pielgrzymów – Warszawa, Muzeum Narodowe,
- Św. Jan Chrzciciel – Madryt, Prado,
- Wygnanie Heliodora ze świątyni (ok. 1725) – Toledo, Muzeum Sztuki,
- Wygnanie Heliodora ze świątyni (ok. 1735) – Rzym, Galleria Nazionale d’Arte Antica,
- Wygnanie Heliodora ze świątyni (1723-25) – Paryż, Luwr.